# Junkers EF 128
Junkers EF 128 — немецкий реактивный самолёт завершающего этапа Второй мировой войны.

## История
По заказу министерства авиации Верховного командования Люфтваффе авиакомпании начали разрабатывать реактивные истребители со скоростью до 1000 км/ч. Наряду с Messerschmitt P.1110, Focke-Wulf Ta 183, Heinkel P. 1078, Blohm & Voss P 212 был разработан Junkers EF 128, выигравший конкурс.
Одноместный дневной истребитель с турбореактивным двигателем Heinkel HeS 011, 4×30-мм скорострельными пушками MK 108 развивал скорость до 1000 км/ч на высоте 7 км. В отличие от остальных прототипов Junkers предложил ещё вариант двухместного истребителя. В герметичной кабине пилот и оператор радара сидели один за другим на сиденьях с устройством катапультирования.
Конструкция самолёта представляла из себя высокоплан яйцевидной формы со стреловидным крылом без хвостовых органов управления. Рули направления находились на задних кромках крыльев. Реактивный мотор размещался в задней части фюзеляжа с воздухозаборниками под крыльями.
Начало производства планировалось к середине 1945 года, однако Вторая мировая война уже стремилась к концу, и немецкая промышленность была полностью уничтожена союзническими бомбардировками, ввиду чего ни один прототип так и не был построен.

## Лётно-технические характеристики
- Экипаж: 1-2 человека
- Максимальная скорость: 990 км/ч
- Максимальная дальность полёта: 13750 км
- Скороподъёмность: 22,9 м/с
- Длина: 7,05 м
- Высота: 2,65 м
- Размах крыла: 8,9 м
- Площадь крыла: 17,6 м²
- Масса: 4077 кг
- Двигатель: 1×Heinkel-Hirth HeS 011
- Тяга: 13 кН
- Вооружение: 4×MK 108